# Ectatomma gibbum
Ectatomma gibbum är en myrart som beskrevs av Kugler och Brown 1982. Ectatomma gibbum ingår i släktet Ectatomma och familjen myror. Inga underarter finns listade i Catalogue of Life.